# Diane Arbus
Diane Arbus (New York, 1923. március 14. – Greenwich Village, 1971. július 26.) amerikai fotográfus.

## Élete
Diane Nemerov néven született 1923. március 24-én New Yorkban. Tehetős családban nevelkedett, amely lehetővé tette számára, hogy kiskorától kezdve művészeti tevékenységet gyakoroljon. Az 1940-es években férjével, a szintén fotográfus Allan Arbusszal reklámfotósként dolgoztak, többek között a Vogue és a Harper’s Bazaar magazinok számára. Az 1950-es évektől felhagyott a kereskedelmi célú fényképezéssel és New York utcáit járva folytatta fényképészeti tevékenységét. Életét végigkísérte a depresszióval való küzdelem, mígnem 1971. július 26-án, 48 évesen öngyilkos lett.

## Munkássága
Fekete-fehér fotográfiai középpontjában a marginalizált társadalmi csoportok, a társadalom peremén élő emberek álltak. Mentális problémákkal élők, törpék, óriások éppúgy szerepeltek képein, mint sztriptíztáncosok, cirkuszi fellépők, vagy épp idős emberek és középosztálybeli családok. Alanyait hétköznapi körülmények között fényképezte: otthonaikban, az utcán, a munkahelyükön, a parkban.
Első nagy retrospektív kiállítását 1972-ben rendezték a New York-i Museum of Modern Art kiállítóterében. Ugyanebben az évben első fotográfusként a Velencei Biennálé amerikai pavilonjában mutatták be fényképeit. Munkáit többek között a New York-i Metropolitan Művészeti Múzeum, a washingtoni National Gallery of Art és a Los Angeles County Museum of Art gyűjteményeiben őrzik.